# Château de Toky
Le château de Toky (ukrainien : Токівський замок, Polonais : Zamek w Tokach) est une imposante ruine d'une forteresse construite sur la Zbroutch dans l'oblast de Ternopil, en Ukraine.
Le château est perché sur une colline qui surplombe le méandre de la Zbroutch.
Sur ce lieu stratégique été construit, à la fin du XVIe siècle par le voïvode de Braclaw Janusz Zbarazky.
De 1631 à 1744, il appartenait à la famille Wiśniowiecki avant de passer aux Charnetskyi puis aux Matkovskyi. En 1648, le château de Toky fut capturé par l'armée des cosaques et en 1675, il fut détruit par l'armée turque.

## En images

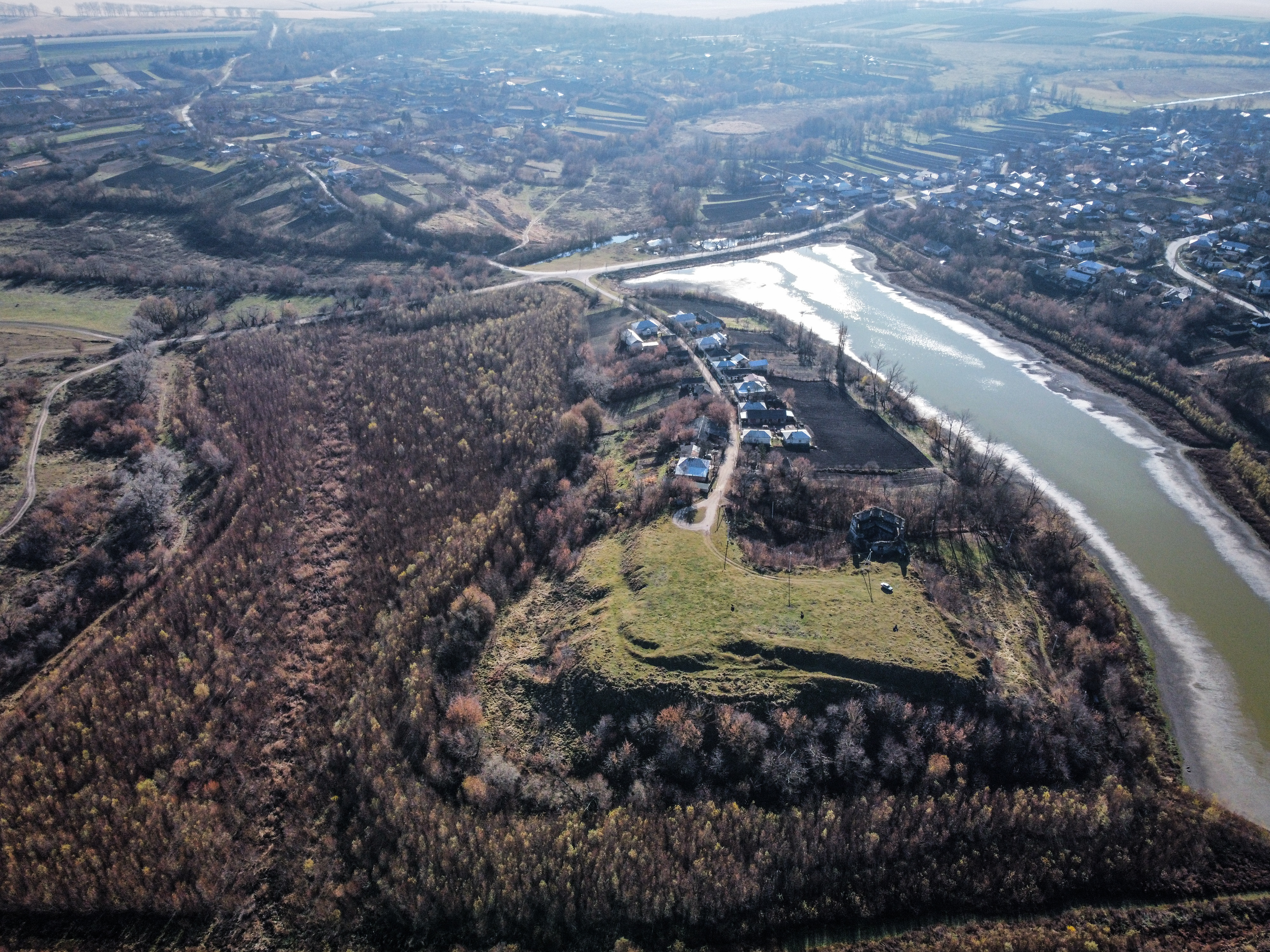
Sa forme triangulaire au-dessus de la rivière.
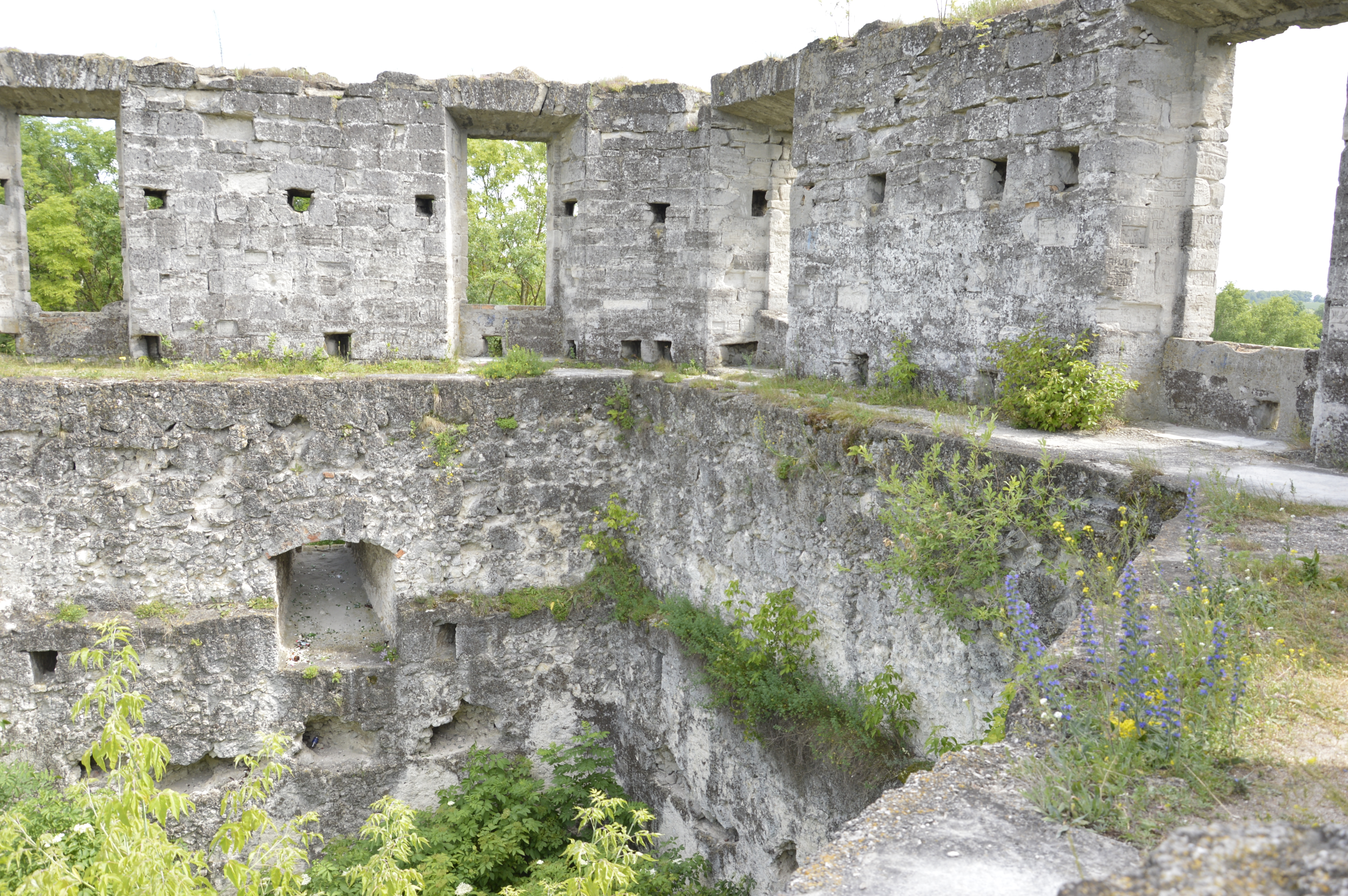
l'intérieur.
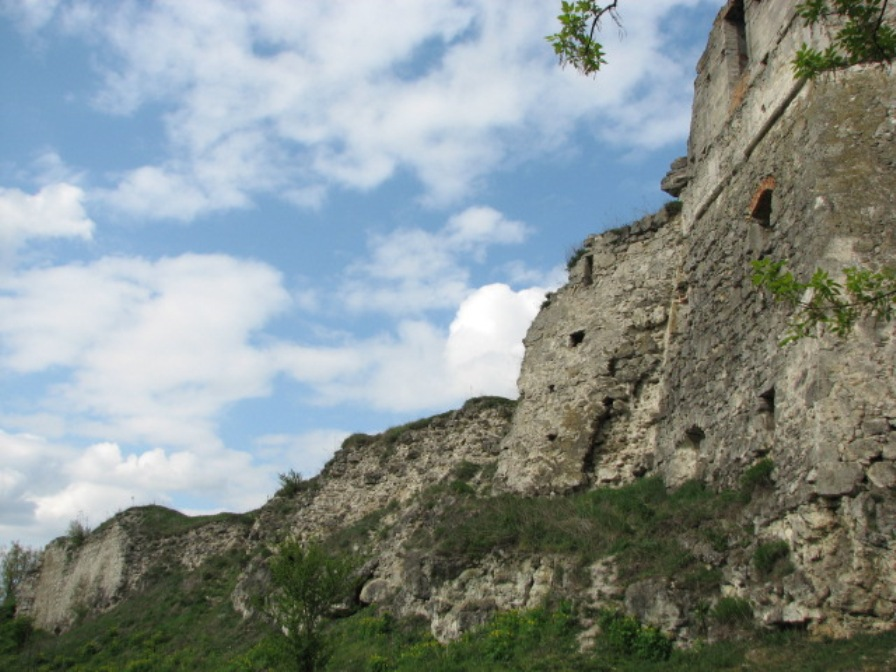
Un flanc.
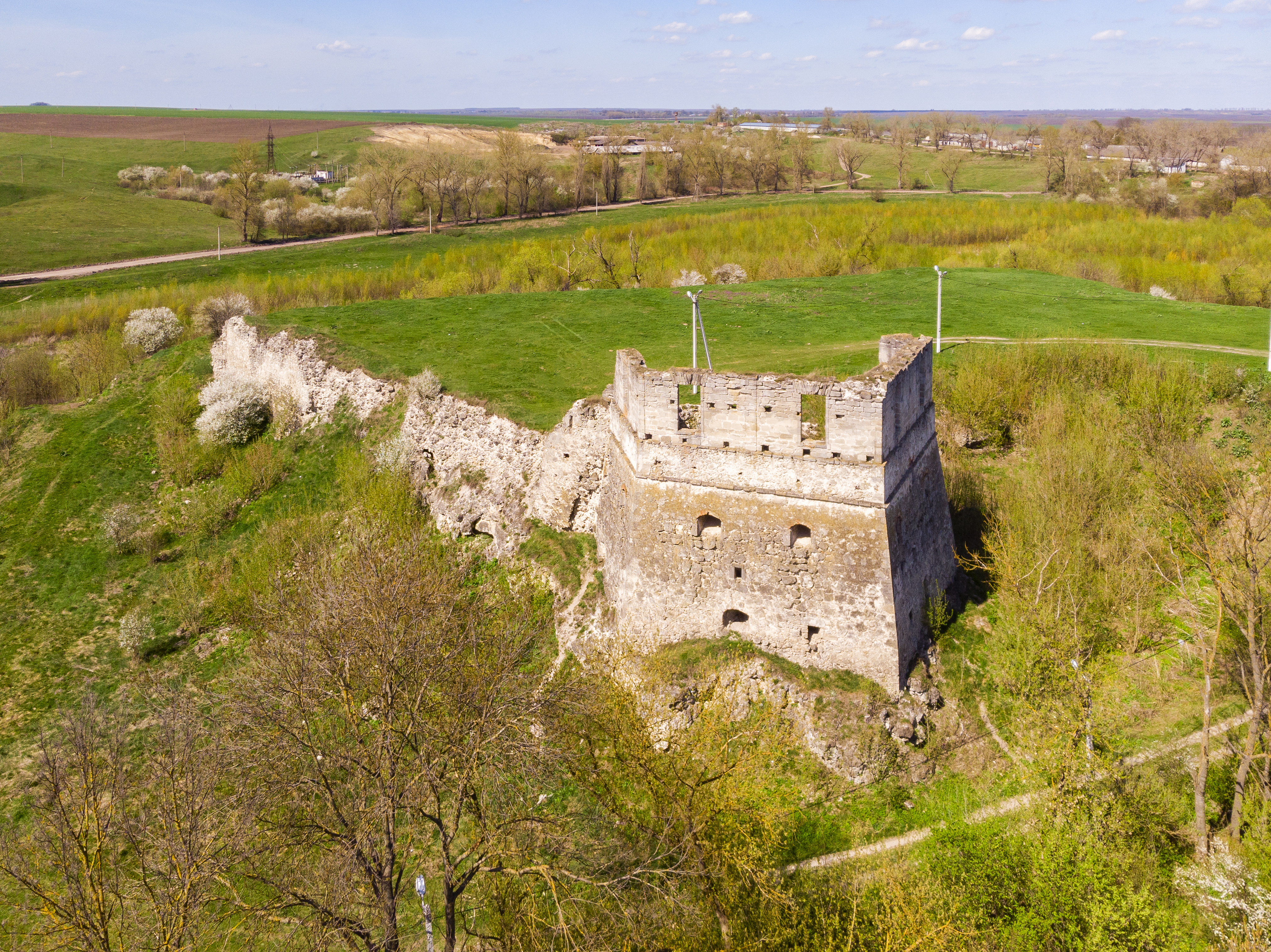
Vue aérienne